# Gouhelans
Gouhelans – miejscowość i gmina we Francji, w regionie Burgundia-Franche-Comté, w departamencie Doubs.
Według danych na rok 1990 gminę zamieszkiwały 83 osoby, a gęstość zaludnienia wynosiła 13 osób/km² (wśród 1786 gmin Franche-Comté Gouhelans plasuje się na 660. miejscu pod względem liczby ludności, natomiast pod względem powierzchni na miejscu 693.).